# Věznice Abbaye
Věznice Abbaye (francouzsky Prison de l'Abbaye) je bývalé vězení v Paříži, které sloužilo v letech 1631–1854. Nacházelo se v prostoru dnešního Boulevardu Saint-Germain na rohu kláštera Saint-Germain-des-Prés, po kterém získalo své jméno (abbaye = opatství).

## Historie
Opatství Saint-Germain-des-Prés mělo pranýř, který existoval až do 16. století. V roce 1631 bylo na jeho místě vybudováno státní vojenské vězení.
Dne 30. června 1789 na věznici zaútočil dav, aby osvobodil francouzské vojáky zatčené za neuposlechnutí rozkazu. Vojáci byli omilostněni až zásahem poslanců Ústavodárného národní shromáždění.
Za Francouzské revoluce věznice sloužila k internování faktických i domnělých nepřátel revoluce. V září 1792 došlo ve věznici k masakrům, při kterých bylo zavražděno přes 300 osob, mj. Armand Marc de Montmorin Saint-Hérem, ministr zahraničí Ludvíka XVI. nebo Alexandre Lanfant, zpovědník Ludvíka XVI. a Josefa II.
Civilní věznice byla později přeměněna na vojenské vězení a v roce 1854 byla zbořena při výstavbě Boulevardu Saint-Germain během přestavby Paříže vedené baronem Haussmannem.